# Johann Joachim Winckelmann
Johann Joachim Winckelmann (Stendal, 9 dicembre 1717 – Trieste, 8 giugno 1768) è stato un bibliotecario, storico dell'arte e archeologo tedesco.
Appassionato di letteratura e di arte antica, dopo aver studiato alle università di Halle e di Jena, si recò a Roma dove divenne sovrintendente alle antichità (1764) e poté dedicarsi allo studio della cultura classica.
Considerato uno fra i massimi teorici ed esponenti del neoclassicismo, Winckelmann sostenne un'arte basata sul senso dell'armonia, su una «nobile semplicità e quieta grandezza»: i suoi ideali ebbero vastissima eco nella cultura del tempo, soprattutto nelle arti figurative, influenzando artisti come Canova, Mengs, David.

## Biografia

### Infanzia e giovinezza
Johann Joachim Winckelmann nacque il 9 dicembre 1717 a Stendal, nel Margraviato del Brandeburgo, in una famiglia di umili origini: il padre Martin era un modesto maestro calzolaio, mentre la madre Anna Maria Meyer era la figlia di un tessitore. Winckelmann, pur vivendo una fanciullezza segnata dagli stenti della miseria, già da bambino fu caratterizzato da una grande forza di volontà e abnegazione, virtù con le quali riuscì a superare quegli ostacoli che gli impedivano di attendere agli studi.

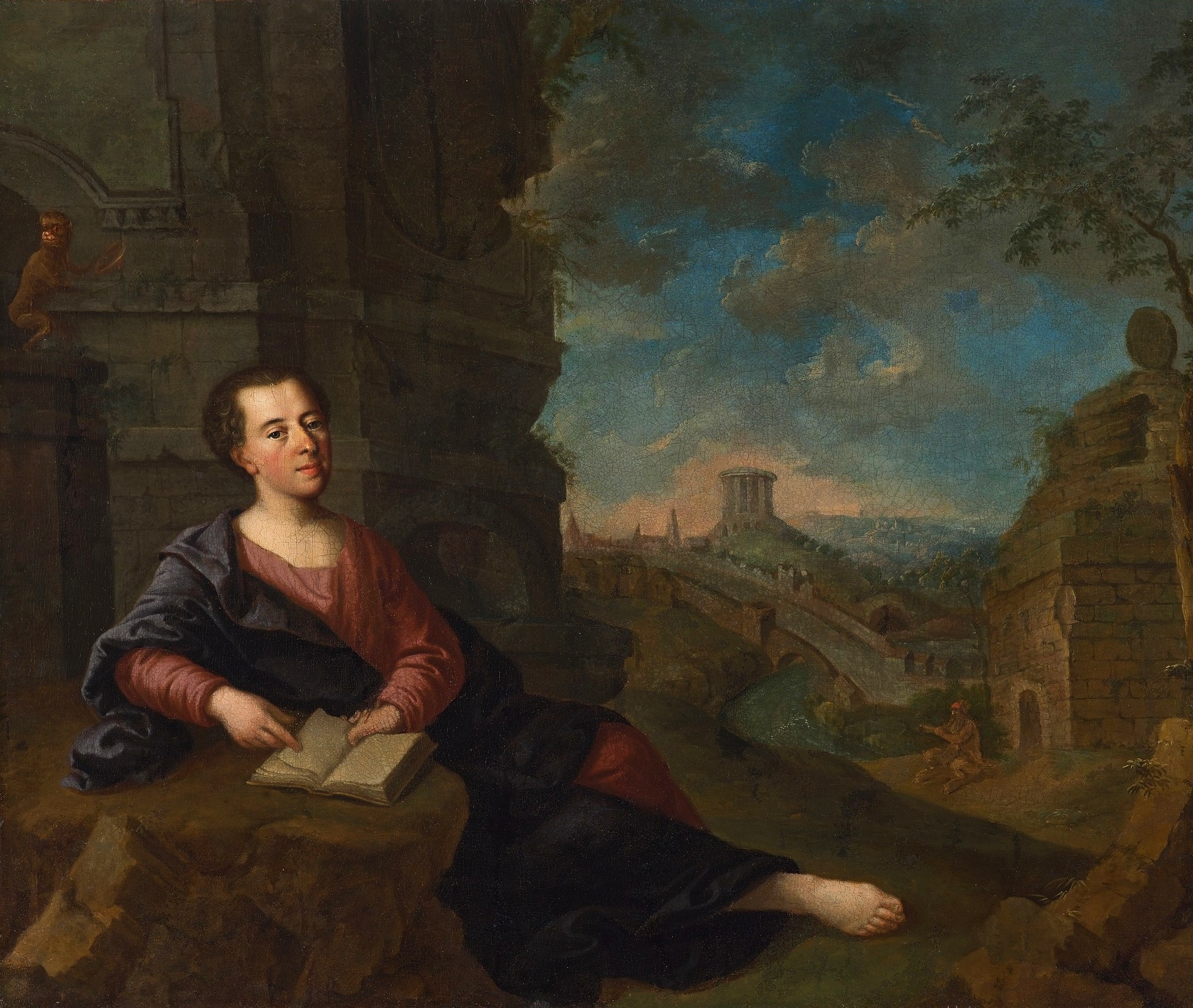
Anonimo, Ritratto di Johann Joachim Winckelmann su paesaggio classico (dopo il 1760); olio su tela, 71×85 cm, castello Reale di Varsavia

Segnalandosi già al Koellnisches Gymnasium di Berlino per la sua vivace intelligenza, Winckelmann proseguì gli studi all'Altstädtisches Gymnasium di Salzwedel per poi dedicarsi a partire dal 1738 allo studio della teologia nell'università di Halle. Winckelmann, tuttavia, ben presto comprese che non voleva affatto diventare presbitero e teologo, anche alla luce del suo grande interesse per la cultura greca, che coltivò autonomamente seguendo le lezioni di Alexander Gottlieb Baumgarten, il celebre filosofo che coniò il termine «estetica» nello stesso trattato che impiegò per la prima volta la parola «gnoseologia». 
Da Baumgarten ereditò la concetto di autonomia dell'arte come espressione della bellezza fine a sé stessa e non ordinata al perseguimento di un superiore scopo di edificazione morale e religiosa, facendo dell'arte greca il suo modello ideale di riferimento. Tuttavia essa non può essere meramente copiata dagli autori moderni, bensì richiede un'opera di filtraggio del pathos che esprime la soggettività dell'artista greco; 
l'artista ha il compito di effettuare un'imitazione selettiva del reale e dell'opera d'arte stessa, che si limiti a custodire e trasmettere il relativo canone razionale.
Nel 1740, con la volontà di intraprendere la carriera medica, Winckelmann abbandonò l'università di Halle e passò quella di Jena, dove studiò medicina e matematica. La mancanza di mezzi economici adeguati lo costrinse tuttavia ad accettare un posto da precettore presso la famiglia Lamprecht, a Hadmersleben; nel 1743 divenne invece rettore associato presso la scuola di Seehausen, ad Altmark. Fu solo nel 1754 che, grazie alla sua cultura certamente non comune, Winckelmann trovò finalmente una professione adeguata alle sue inclinazioni, come bibliotecario presso il conte dell'impero Heinrich von Bünau a Nöthnitz, nei pressi di Dresda. La biblioteca del von Bünau, che comprendeva 40000 volumi, fu fondamentale per l'erudizione di Winckelmann, che qui poté finalmente soddisfare la sua fame insaziabile di letture, oltre a coltivare quella rete di conoscenze e di rapporti che gli gioverà in futuro. In questo ambiente colto e aristocratico Winckelmann divorò testi di Omero, Sofocle, Erodoto, Platone e Senofonte, alimentando la sua volontà di approfondire la conoscenza dell'arte classica e di affrontarne i problemi conseguenti.
Questa sua inclinazione lo portò a Roma, epicentro degli studi classici del tempo. Il viaggio capitolino fu preceduto da un periodo di intensa attività nel campo del disegno che lo portò alla pubblicazione del Gedanken über die Nachahmung der griechischen Werke in der Malerei und Bildhauerkunst [Pensieri sull'imitazione delle opere greche in pittura e scultura], saggio fondamentale per lo sviluppo del Neoclassicismo.

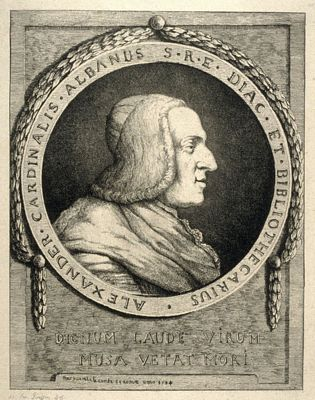
Raffigurazione del cardinale Alessandro Albani, il munifico protettore di Winckelmann a Roma

### A Roma

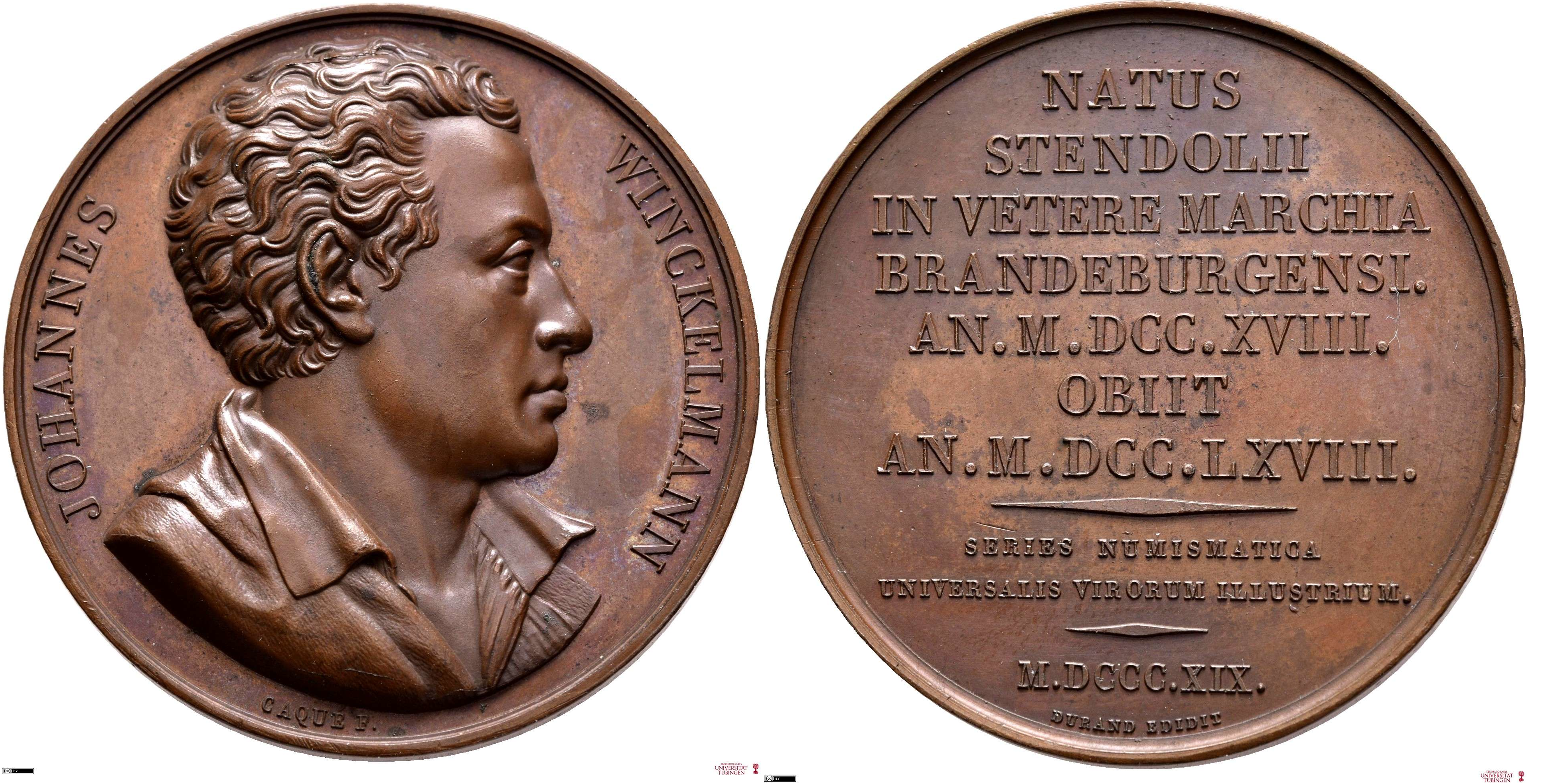
Medaglia dedicata a Johann Joachim Winckelmann prodotta nel 1819 dall'incisore Armand Auguste Caqué

Winckelmann giunse a Roma il 18 novembre 1755 al seguito del cardinale Alberico Archinto, nunzio in Polonia, dal quale fu convinto a convertirsi alla religione cattolica. Grazie a lui entrò in ambiente ricco di stimoli culturali e artistici, stringendo subito amicizia con il pittore Anton Raphael Mengs, per poi fare conoscenza con i cardinali Passionei e Albani. Fu così che egli poté finalmente dedicarsi allo studio delle antichità. S'interessò soprattutto alla prestigiosa collezione del Cortile del Belvedere, dove poté ammirare l'Apollo pitico, il gruppo del Laocoonte e l'Antinoo, tutte statue che lasciarono un'impronta profonda nella sua fantasia.
Inizialmente Winckelmann intendeva rimanere in Italia solo per due anni, per poi fare ritorno a Dresda, ma lo scoppio della guerra dei sette anni nel 1756 lo distolse da questo proposito. Rimasto a Roma, dopo la morte dell'Archinto, Winckelmann poté godere della protezione del dotto cardinale Alessandro Albani, grazie alla raccomandazione del noto antiquario Philipp von Stosch. Fu così che assunse il patrocinio della biblioteca di villa dell'Albani fuori porta Salaria, un vero e proprio «museo parlante» dove era raccolta una considerevole collezione di sculture antiche. Trasferitosi presso l'alloggio fornitogli dall'Albani, in un appartamento all'ultimo piano del palazzo della Cancelleria, Winckelmann visse a contatto giornaliero con il materiale statuario della collezione, grazie al quale ebbe agio di dedicarsi allo studio dell'arte classica greca filtrata attraverso le copie romane, dato che la statuaria ellenica gli rimase praticamente ignota perché il suo studio fu condotto solo su copie del tardo ellenismo romano.
Un episodio significativo e curioso della vita di Johann Joachim Winckelmann è riportato nella Storia della mia vita (Casanova) di Giacomo Casanova, che lo conobbe durante il suo soggiorno a Roma nel gennaio 1761. Casanova descrive un incontro casuale e rivelatore nella casa di Winckelmann, offrendo uno spaccato della personalità e delle contraddizioni del celebre studioso dell'arte antica.
Secondo il racconto di Casanova, una mattina si recò nell'appartamento di Winckelmann senza preavviso e, entrando in una piccola stanza dove lo studioso era solito lavorare, lo sorprese in una situazione intima con un giovane ragazzo. Winckelmann, imbarazzato ma aperto, decise di spiegare a Casanova il contesto della sua condotta, rivelando un aspetto inedito del suo carattere e delle sue riflessioni filosofiche.
Winckelmann dichiarò di non essere un omosessuale, ma di essersi avvicinato a tale pratica come parte di un esperimento intellettuale e filosofico. Egli spiegò che, nel corso dei suoi studi sull'antichità, era giunto ad ammirare profondamente gli antichi Greci e Romani, molti dei quali celebravano apertamente relazioni omoerotiche, considerandole un segno di raffinatezza culturale e morale. Winckelmann ammise di essersi sentito inizialmente "inferiore" rispetto ai suoi eroi antichi, poiché non condivideva le loro inclinazioni. Decise quindi di intraprendere un percorso di "sperimentazione pratica" per comprendere meglio questa attrazione, scegliendo i giovani più belli di Roma come oggetto dei suoi studi. Tuttavia, concluse che, nonostante i suoi sforzi, non riusciva a provare lo stesso interesse che gli antichi descrivevano, preferendo invece le donne.

Casanova riporta che Winckelmann si preoccupava soprattutto della sua reputazione, temendo che tali esperimenti potessero danneggiare la sua immagine pubblica. 

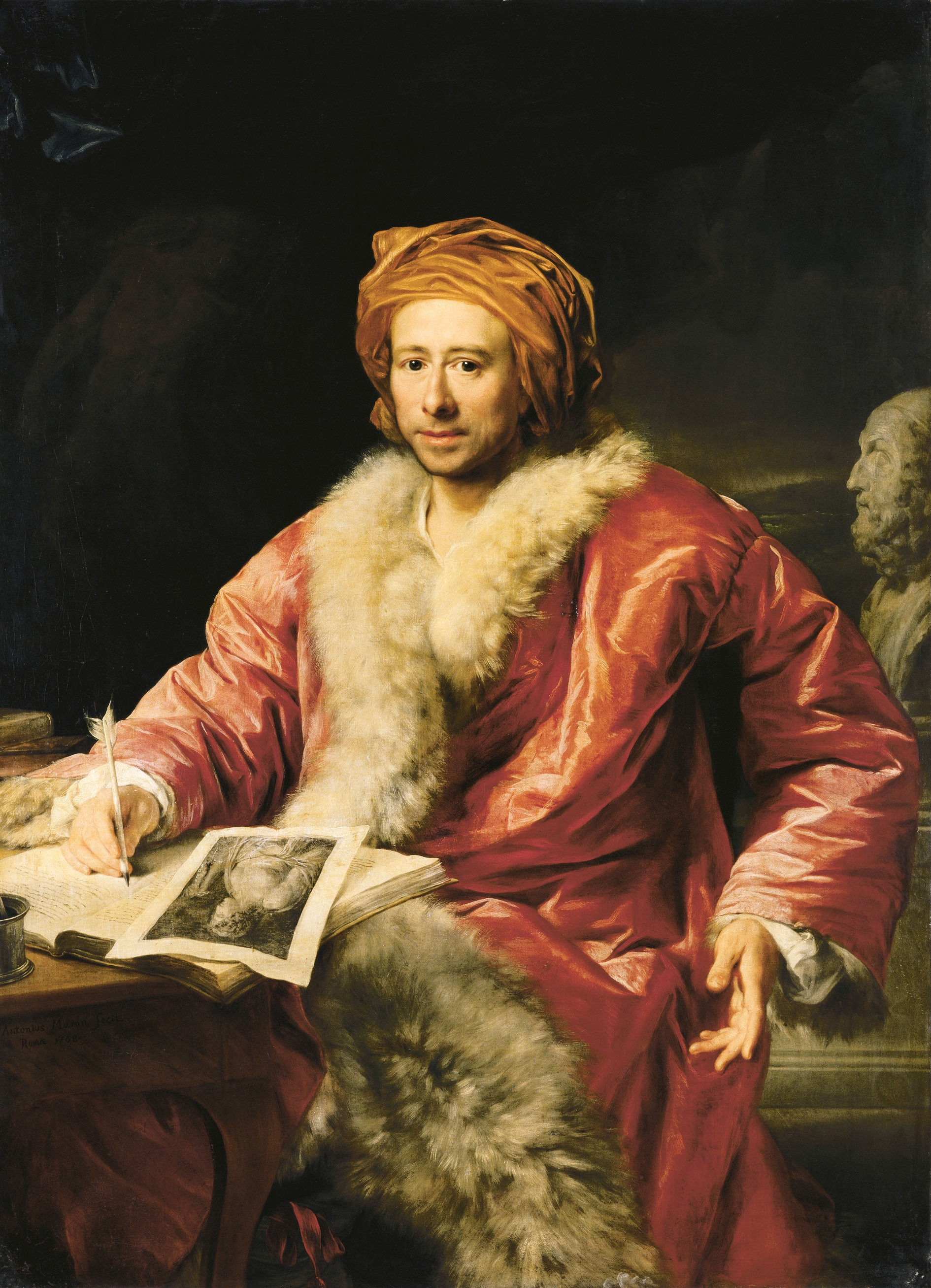
Anton von Maron, Ritratto di Johann Joachim Winckelmann (1768); olio su tela, 136×99 cm, castello di Weimar

### Ultimi anni
Nel frattempo, la notorietà del Winckelmann iniziò a consolidarsi, specialmente nell'ambito dei circoli romani, i quali lo spronavano a prestarsi come guida turistica a quei giovani aristocratici sospinti dal desiderio di conoscere le ricchezze archeologiche della Città Eterna. Si recò assiduamente a Napoli e agli scavi archeologici di Ercolano, che visitò negli anni 1758, 1762, 1764 e 1767. Nel 1758 si spinse sino ai templi dorici di Paestum, dove manifestò una commossa meraviglia davanti a quelle che considerò «le più antiche architetture conservate fuori l’Egitto». Fu assai prolifico anche sul piano letterario: nel 1760 pubblicò a Firenze il catalogo delle gemme intagliate del barone von Stosch (Description des pierres gravées du feu Baron de Stosch),  nel 1763 portò a compimento la Geschichte der Kunst des Altertums [Storia dell'arte nell'antichità] mentre nel 1767 completò la stesura dei due volumi dei Monumenti antichi inediti contenenti illustrazioni scientifiche sulle antichità di Roma.
Divenuto «soprintendente alle antichità di Roma» nel 1764, il 12 maggio 1768 Winckelmann si recò prima in Germania e poi a Vienna, dove venne ricevuto con grandi onori dall'imperatrice Maria Teresa e dalla sua corte, ricevendo in dono alcune medaglie d'oro e d’argento. Sulla via del ritorno Winckelmann sostò presso la Locanda Grande di Trieste, in attesa di una nave per Ancona da dove avrebbe raggiunto Roma, ma questa sosta gli fu fatale. La mattina dell'8 giugno 1768 il vicino di camera Francesco Arcangeli, un cuoco pregiudicato nativo di Pistoia, accoltellò Winckelmann con l'intenzione di derubarlo delle medaglie ricevute in regalo alla corte viennese (secondo altri sarebbe stato un approccio omosessuale degenerato, per altri ancora invece un delitto di matrice  politica). Mortalmente ferito, Johann Joachim Winckelmann morì sette ore dopo l'aggressione. Oggi il suo corpo riposa nella cripta comune della Confraternita del Santissimo Sacramento, presso il sagrato della Cattedrale di San Giusto a Trieste. Il 18 luglio, ovvero dopo un mese e mezzo dall'omicidio, Arcangeli venne condannato ad essere ruotato "dal disopra all'ingiù", punizione eseguita il 20 luglio.

## Pensiero

### «Nobile semplicità e quieta grandezza»

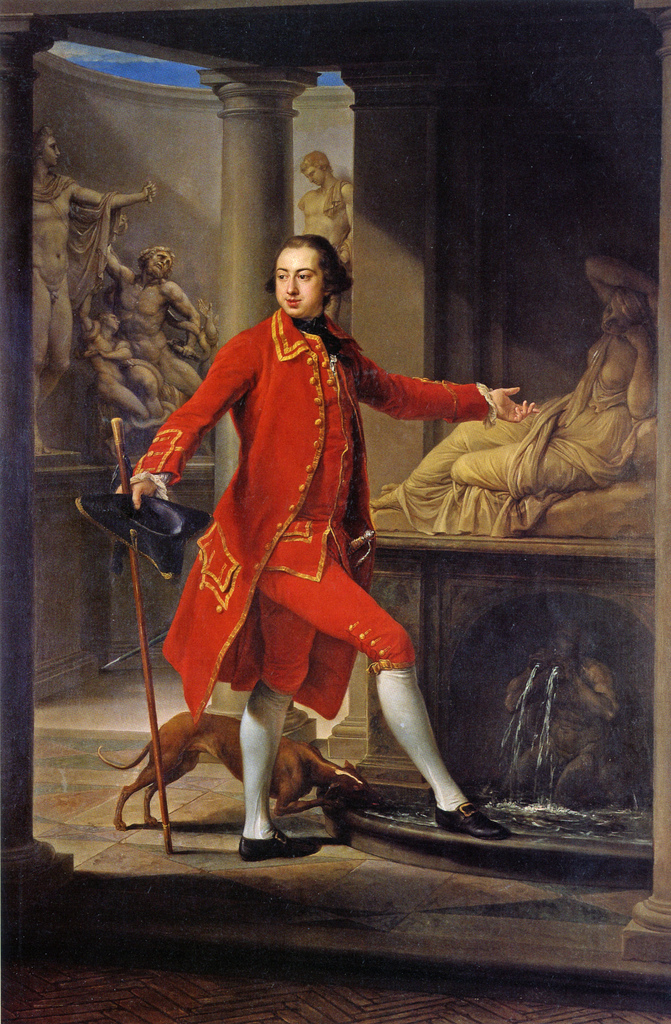
Pompeo Batoni, Thomas Dundas, futuro primo barone Dundas (1764); olio su tela, 298x196.8 cm, Aske Hall, Richmond. Sullo sfondo del dipinto (gli aristocratici del Settecento amavano collocare sculture antiche nello sfondo dei propri ritratti) si scorgono le tre sculture classiche predilette da Winckelmann: l'Apollo del Belvedere, il Laocoonte e l'Antinoo

Il pensiero di Winckelmann sull'arte è felicemente espresso in nuce in un passo dei Pensieri sull’imitazione delle opere greche nella pittura e nella scultura:
Si tratta questo di un principio fondamentale al quale si adeguerà ogni futura opera neoclassica. Secondo Winckelmann, infatti, pur essendo più semplice riconoscere l'anima nelle «forti passioni», essa è grande e nobile «solo in istato d'armonia, cioè di riposo». Pertanto, un'opera neoclassica deve essere aliena da qualsiasi impulso o conflitto interiore, così da comunicare le sensazioni in modo misurato ed equilibrato. Questa «quieta grandezza» viene richiamata soprattutto attraverso la posa scelta dall'artista per raffigurare il soggetto: è per questo motivo che pose bizzarre, focose, scomposte vanno evitate in favore di espressioni semplici in grado di restituire una sensazione di grandezza e di armonia, una «nobile semplicità» per l'appunto.
Per sottolineare il contrasto tra tempestas e tranquillitas Winckelmann riprese l'immagine del mare in burrasca: per quanto possa essere agitata la superficie del mare, infatti, le sue profondità saranno sempre immobili. In egual maniera, il soggetto di un'opera neoclassica, seppur scosso da una travolgente forza drammatica, deve riuscire a riequilibrare i propri travagli interiori così da mostrare un animo «grande e posato».

LApollo del Belvedere in una foto storica

### La superiorità dell'arte greca
«Nobile semplicità e quieta grandezza» erano qualità attribuite alla statuaria di epoca greca. Winckelmann, infatti, era un fiero assertore della supremazia dell'arte greca su quella romana: la prima, infatti, prosperò nel periodo in cui si sviluppò la democrazia ateniese, ed era pertanto più «libera» di quella romana, che al contrario fiorì in uno stato che non era basato su un efficiente sistema democratico. La purezza dell'arte, pertanto, sarebbe stata raggiunta solo dai Greci, mentre i Romani l'avrebbero corrotta commettendo diversi errori durante l'applicazione degli stilemi ellenici.
Sono tre, in particolare, le statue greche che secondo Winckelmann più si accordano a una tendenza alla «nobile semplicità» e a una «quieta grandiosità»: sono l'Antinoo, l'Apollo del Belvedere e il Laocoonte. A suo giudizio, nell'Antinoo è «riunito tutto ciò che è sparso nell'intera natura»; l'Apollo del Belvedere, invece, «rappresenta il più alto ideale artistico fra tutte le opere dell'antichità sfuggite alla distruzione» ed è utile per «formarsi un’idea che superi le proporzioni più che umane di una bella divinità». La statua del Laocoonte, invece, fu particolarmente apprezzata da Winckelmann poiché rivela meglio di tutte una «nobile semplicità e quieta grandezza», grazie alla posa di Laocoonte che, seppur soffocato dai serpenti, riesce a comunicare le proprie atroci sofferenze in modo equilibrato, rimandando a uno stato di grazia.
L'artista neoclassico, pertanto, doveva raggiungere uno stato di «nobile semplicità e quieta grandezza» nelle proprie opere imitando la perfezione formale dell'arte greca. L'imitazione, secondo Winckelmann, consisteva nel seguire l'esempio dell'arte greca producendo tuttavia creazioni totalmente creative e originali, e senza quindi scadere in una sterile e pedissequa copia.
Questi principi ebbero una vastissima eco, che portarono alla fine allo sviluppo del Neoclassicismo: tra gli artisti che più di tutti furono influenzati dagli scritti winckelmanniani si citano Anton Raphael Mengs, Jean-Auguste-Dominique Ingres, Jacques-Louis David, Antonio Canova e Bertel Thorvaldsen. Si deve in gran parte a lui anche il considerare assolutamente assodato il fatto che le statue marmoree siano sempre state di colore bianco. Recenti studi effettuati con scansioni a ultravioletti, infrarossi e spettrografi a raggi x, secondo l’archeologo tedesco Vinzenz Brinkmann dimostrerebbero invece che non sia stato sempre così ma che nell'antichità alcune sculture classiche, greche e romane, fossero dipinte e decorate con colorazioni a volte anche sgargianti.

## Opere

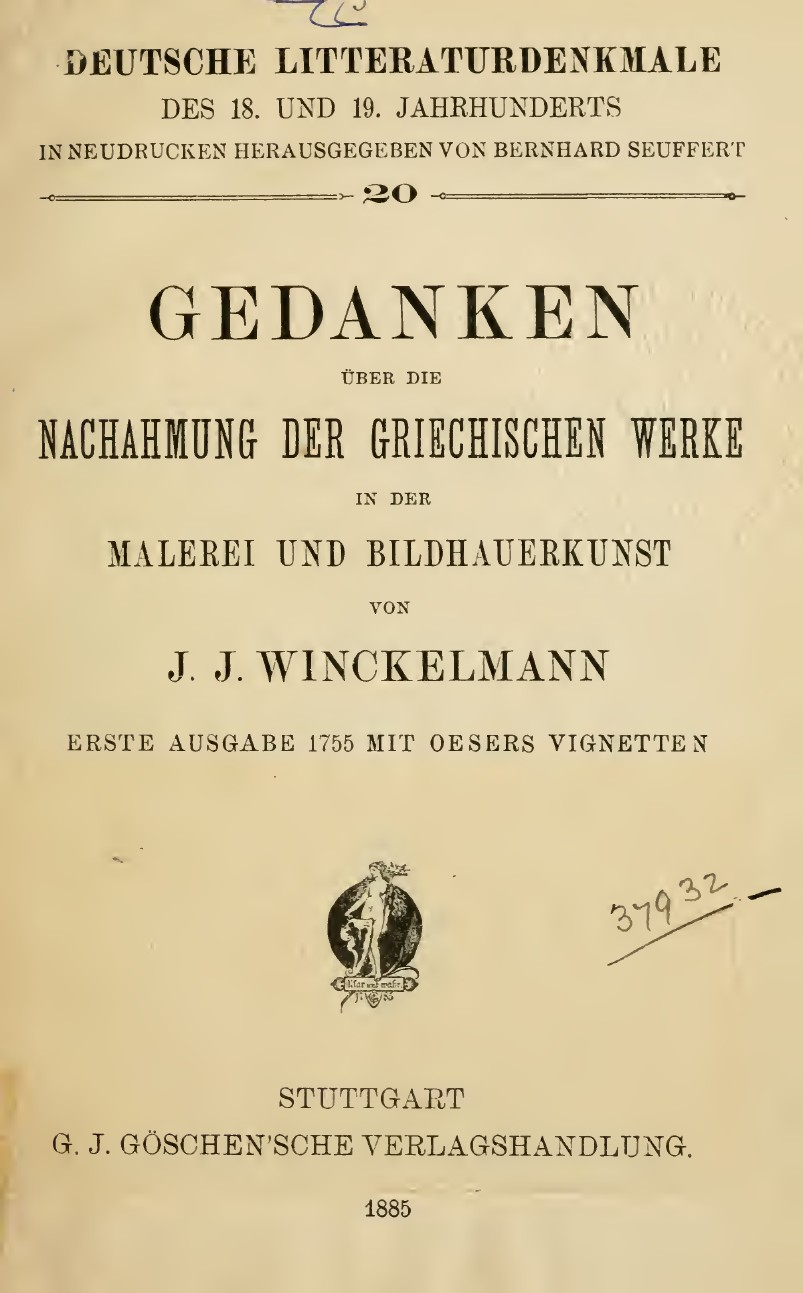
Gedanken über die Nachahmung der griechischen Werke in der Malerei und Bildhauerkunst (1885)

- Opere di G. G. Winckelmann, prima edizione italiana completa. Prato, Per i Fratelli Giachetti, 1830-34, 12 voll.
  -  Tomo I, su books.google.it.
  -  Tomo II, su books.google.it.
  -  Tomo III, su archive.org.
  - Tomo IV (anche qui)
  -  Tomo V, su books.google.it.
  -  Tomo VI, su books.google.it.
  -  Tomo VII, su archive.org.
  -  Tomo VIII, su books.google.it.
  -  Tomo IX, su archive.org.
  -  Tomo X, su books.google.it.
  -  Tomo XI, su archive.org.
  -  Tomo XII, su archive.org.
- Gedanken über die Nachahmung der griechischen Werke in der Malerei und Bildhauerkunst, Stuttgart, G. J. Goschen'sche Verlagshandlung, 1885.